# Zend Studio
Zend Studio — проприетарная интегрированная среда разработки приложений (IDE) на языке программирования PHP, разработанная Zend Technologies. Основана на PHP Development Tools для Eclipse.
Zend Studio тесно интегрирована с Zend Server, что предоставляет удобную систему отладки PHP-приложений.
Также Zend Studio интегрирована с Zend Framework и содержит инструменты для упрощения работы с этим фреймворком.

## Возможности
- Сворачивание кода
- Интеграция с Zend Framework
- MVC представление
- Рефакторинг
- Генерация кода (методы доступа к членам класса, мастер классов и интерфейсов)
- Анализ и исправление кода
- Поддержка PHP 4 и PHP 5 (включая замыкания и пространства имен)
- Иерархическое представление классов и методов
- Поддержка dojo
- Отладка PHP-скриптов (как локально, так и с помощью интеграции с Zend Server)
- Встроенный PHPUnit
- Интеграция с phpDocumentor
- Поддержка HTML, CSS, JavaScript
- Поддержка SVN и CVS
- Поддержка FTP, SFTP и FTP через SSH
- Поддержка просмотра СУБД MySQL, Microsoft SQL Server, Oracle, PostgreSQL, SQLite
- Поддержка веб-сервисов (генерация WSDL-файлов и другое)
- RSS-агрегатор
- Zend Studio Toolbar — панель для Internet Explorer и Mozilla Firefox для быстрой отладки и профилирования страниц непосредственно из браузера

и другое 

## Пасхальные яйца
- В Zend Studio 5 можно увидеть фотографию разработчиков — для этого следует зажать Ctrl+Shift+Z и кликнуть по мигающему курсору.[2]